# نصف قطر مشتري

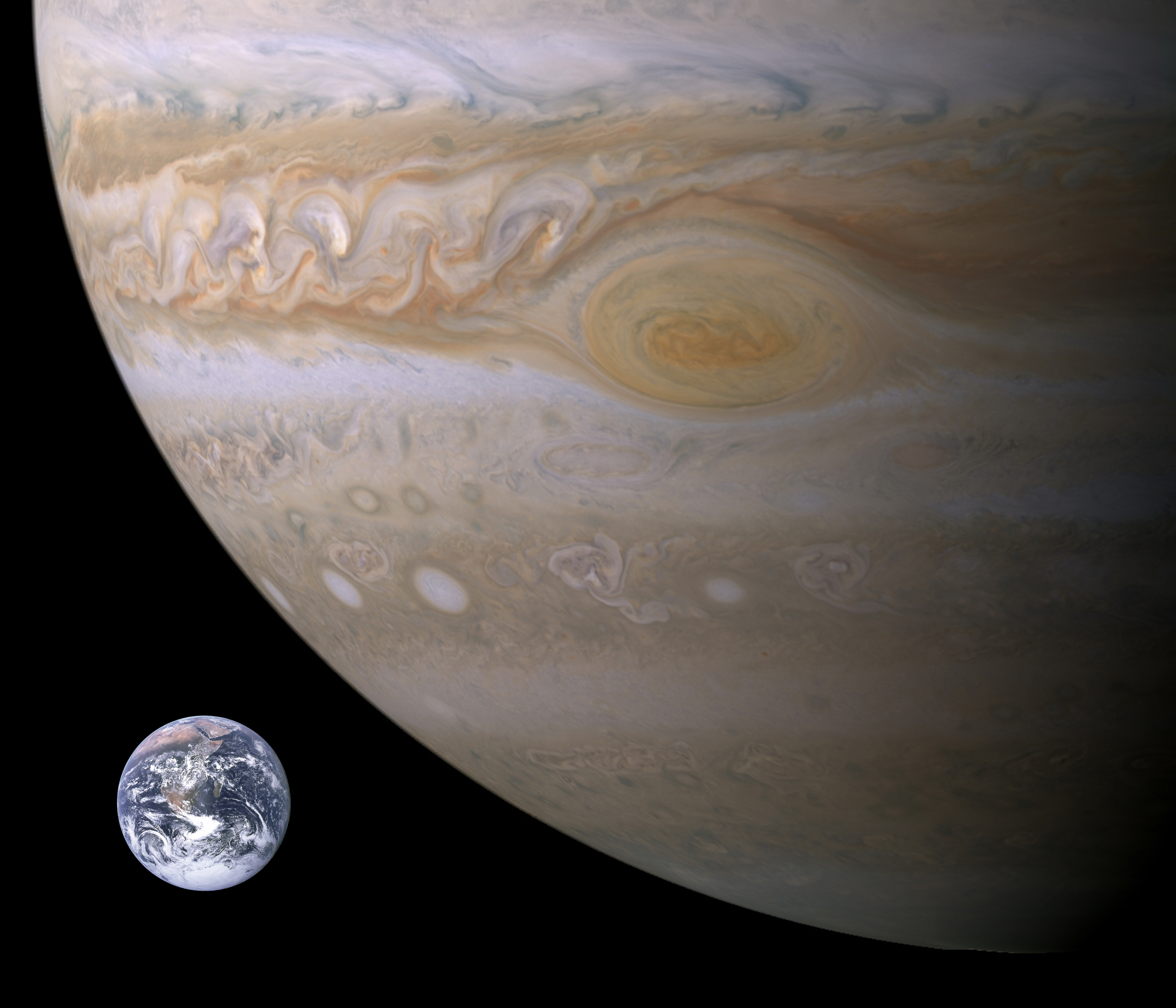

نصف قطر مشتري (RJ أو RJup) هو وحدة تساوي نصف قطر الكلي لكوكب المشتري (71492 كم (44423 ميل)، 11.2 كتلة الأرض؛ وحدة نصف قطر الأرض تساوي 0.08921 نصف قطر المشتري). تستخدم هذه الوحدة كمعيار لوصف احجام الكواكب خارج المجموعة الشمسية. كما انها تستخدم في وصف الأقزام البنية.
واحد نصف قطرها كوكب المشتري يمكن تحويلها إلى وحدات أخرى:
- 41 نصف قطر القمر (RL)
- 11,209 الأرض دائرة نصف قطرها (R⊕) [1]
- 0.102719 دائرة نصف قطرها الشمسية (R☉)